# Symphlebia dissimulata
Symphlebia dissimulata là một loài bướm đêm thuộc phân họ Arctiinae, họ Erebidae.